# سنادة
35°04′35″N 4°13′00″W / 35.07638889°N 4.21666667°W
سنادة  (بالإنجليزية: SENADA) هي قرية مغربية أمازيغية شمال المملكة تابعة لإقليم الحسيمة الساحلي، شمالي فاس ضمن جهة طنجة تطوان الحسيمة بالمغرب.  بلغ مجموع عدد سكان  سنادة حسب إحصاءات 2004 حوالي 9870  نسمة يعيشون في 1601 أسرة.

## إحصاء عام
| السنة | عدد السكان | عدد الأسر | عدد الأجانب |
| ----- | ---------- | --------- | ----------- |
| 1994  | 10066      | 1552      | °°°°        |
| 2004  | 9870       | 1601      | 0           |